# Hessay
Hessay is een civil parish in het bestuurlijke gebied City of York, in het Engelse graafschap North Yorkshire met 265 inwoners.